# Operación Jirafa
Operación Jirafa fue una operación militar del Ejército Nacional de Colombia, llevada a cabo el 23 y 29 de septiembre de 2003 por parte del recién posicionado presidente Álvaro Uribe Vélez cuyo objetivo fue el de recuperar áreas tomadas por las FARC, tras años de derrotas, complicidad de políticos e ineficacia en el control de los territorios. Esto hace parte de las políticas de seguridad democrática, cuyos objetivos es que ningún territorio de Colombia este vedado para los colombianos y su instituciones.  La operación se llevó a cabo en al oriente del Tolima, donde la zona era controlada por las FARC, existía un campamento que producía cocaína y heroína.

## Planificación
La operación jirafa se llevó a cabo por soldados adscritos a la segunda brigada del ejército de Colombia, con intención de combate directo ya que en aquel entonces, no existían desmovilizados que informaran las condiciones del campamento. solo existían algunas fotografías aéreas.

## Consecuencias
La operación Jirafa fue una de las primeras operaciones exitosas contra  las FARC, gracias a las nuevas políticas de seguridad democrática, se logró incautar narcóticos y material de guerra, se consolida también la presencia del estado colombiano en terrenos recuperados, esto, obliga a las FARC a replegarse cada vez más a lugares inaccesibles.